# حسین الدر
حسین الدر (عربی: حسين محمد الدر؛ زادهٔ ۱۸ ژانویهٔ ۱۹۹۴) بازیکن فوتبال لبنانی است.
از باشگاه‌هایی که در آن بازی کرده‌است می‌توان به باشگاه فوتبال الانصار لبنان، باشگاه فوتبال پی‌اس‌ام ماکاسار، باشگاه فوتبال پراک، باشگاه ورزشی العهد، و باشگاه فوتبال چرچیل برادرز اشاره کرد.
وی همچنین در تیم‌های ملی فوتبال زیر ۲۳ سال لبنان و لبنان بازی کرده‌است.